# Hydriomena nanata
Hydriomena nanata là một loài bướm đêm trong họ Geometridae.